# 汪焕
汪焕（1554年—？），字文仲，號太河，河南河南府嵩縣守御千户所軍籍，直隸休寧縣人，明朝官員。

## 生平
萬曆七年（1579年）己卯科河南鄉試河南鄉試第五名，萬曆十一年（1583年）癸未科會試第一百八十四名，登三甲第一百六十二名進士。户部觀政，本年授山东青城知縣，十三年調繁直隸任丘縣知縣，丁憂。十九年補廣昌縣，二十三年升刑部主事，次年浙江恤刑。二十七年升户部员外郎，本年江西监兑，官至户部郎中，卒。

## 家族
曾祖汪瑄，监生；祖汪洋，知縣；父汪景莘，贡士。母楊氏。具庆下。弟燦、炤、煇、燁。